# Музей на ПФК „Левски“ (София)
Музеят на ПФК „Левски“ (София) е музейна експозиция, показваща успехите на футболния отбор ПФК „Левски“ (София).
Открит е през 2016 година. Разположен в новата трибуна на стадион „Виваком Арена-Георги Аспарухов“ в София.
В музея са изложени множество ценни за историята на клуба и българския футбол експонати, като може да се видят „Протокол номер 1“ от 1911 година, с който е учреден клуба уникалната купа „Улпия Сердика“, много артефакти на легендарни футболисти на клуба и такива от исторически двубои на клуба.
Работно време на музея е: от 9.00 ч. до 19.14 ч.